# راند والی (آریزونا)
راند والی (به انگلیسی: Round Valley) یک منطقهٔ مسکونی در ایالات متحده آمریکا است که در آریزونا واقع شده‌است. راند والی ۱۲٫۴۰ کیلومتر مربع مساحت و ۲۶٬۳۶۱ نفر جمعیت دارد و ۱٬۴۵۰٫۸۷ متر بالاتر از سطح دریا واقع شده‌است.